# 福原かれん
福原 かれん（Karen Fukuhara、1992年2月10日 - ）は、女優、声優。日本人の両親を持つ、日系アメリカ人。『スーサイド・スクワッド』の山城たつ / カタナ役、『ザ・ボーイズ』のキミコ役で知られる。

## 略歴・人物
1992年、日本人の両親の元、ロサンゼルスで生まれる。
母語は日本語で、11年間毎週土曜日に日本語学校に通っていた。
カリフォルニア大学ロサンゼルス校 に在学中、ディズニー・チャンネルで放映された『世界のディズニーリゾートへGO』にガレッジセールのゴリのアシスタントとして出演。他に、NHK『BSベストスポーツ』に現地リポーターとして出演した。
2016年8月公開の『スーサイド・スクワッド』に日本人暗殺者（山城たつ / カタナ）役に抜擢されて出演。
2016年、映画の宣伝で来日、ウィル・スミスとの親交を明かす。
2022年、「いきなり頭を殴られた」とアジア人差別を告白。
2022年、ブラッド・ピット主演『ブレット・トレイン』に日本人キャストとして出演。

## 主な出演

### 映画
| 年   | 邦題/原題                                  | 役名              | 備考                       |
| ---- | ------------------------------------------ | ----------------- | -------------------------- |
| 2016 | スーサイド・スクワッド Suicide Squad       | 山城たつ / カタナ |                            |
| 2019 | ミュータンツ 光と闇の能力者 Stray          | ノリ              |                            |
| 2022 | ブレット・トレイン Bullet Train            | 新幹線の乗務員    |                            |
| 2023 | 君たちはどう生きるか The Boy and the Heron | ヒミ              | 声の出演（英語版吹き替え） |
| TBA  | Stone Cold Fox                             |                   |                            |

### ドラマ
| 公開年 | 邦題 原題             | 役名             | 備考                   |
| ------ | --------------------- | ---------------- | ---------------------- |
| 2019-  | ザ・ボーイズ The Boys | キミコ・ミヤシロ | Amazonオリジナルドラマ |

### アニメ
| 公開年    | 邦題 原題                                                     | 役名       | 備考                                        |
| --------- | ------------------------------------------------------------- | ---------- | ------------------------------------------- |
| 2018-2020 | シーラとプリンセス戦士 She-Ra and the Princesses of Power     | グリマー   | NETFLIXオリジナルアニメ                     |
| 2020      | キポとワンダービーストの冒険 Kipo and the Age of Wonderbeasts | キポオーク |                                             |
| 2021      | スター・ウォーズ: ビジョンズ Star Wars: Visions               | エフ       | 第4話 村の花嫁                              |
| 2021      | アーチャー Archer                                             | レイコ     | シーズン12 第6話 因縁、傷心、その他もろもろ |

### ゲーム
| 公開年 | 邦題 原題                                | 役名             | 備考 |
| ------ | ---------------------------------------- | ---------------- | ---- |
| 2022   | カリストプロトコル The Callisto Protocol | ダニー・ナカムラ |      |

### テレビ番組
- 世界のディズニーリゾートへGO!（2014年 - 2015年、ディズニー・チャンネル）- アシスタント [2]
- BSベストスポーツ（リポーター）
- ワールドスポーツMLB（スタジアムリポーター、不定期）